# USIM
Un USIM (Universal Subscriber Identity Module) o Módulo de Identificación del Abonado es una aplicación para telefonía móvil UMTS que se ejecuta en una tarjeta inteligente UICC que está insertada en un teléfono móvil 3G. Almacena la información de abonado para su identificación en la red y otras informaciones como mensajes de texto. Su función y, en muchos casos, su aspecto son similares a los de una tarjeta SIM.
- Datos: Q2362986